# Salsa a la Embajadora
La salsa a la embajadora es una preparación culinaria que emplea caldo blanco procedente de aves, la carne procedente de unas pechugas de pollo, se suele espesar con setas, añadiéndoselse nuez moscada y el zumo de limón.

## Concepto
El caldo blanco hierve mientras se cuecen en él unas pechugas de gallina (o pollo). Tras enfriar se suelen mechar finamente la carne hasta incorporarle caldo del cocido las pechugas, aumentándole el espesor con unas setas y con aroma de nuez moscada; la mezcla se pasa por una trituradora se pondrá al baño maría; al servirse se le añade el zumo de un limón y una nuez de mantequilla.